# Xã Noble, Quận Cass, Iowa
Xã Noble (tiếng Anh: Noble Township) là một xã thuộc quận Cass, tiểu bang Iowa, Hoa Kỳ. Năm 2010, dân số của xã này là 324 người.